# Egressy Teri
Egressy Teri (Ungvár, 1931. május 2. – Budapest, 2016. december 30.) textilművész.

## Életpályája
1952 és 1958 között a Lvivi Iparművészeti Főiskolán tanult, ahol mesterei Erdélyi Béla, Koczka András és Witold Monastyrski voltak. Az 1958-as brüsszeli világkiállításon bemutatták dimplomamunkáját, amit nívódíjjal jutalmaztak. A Lviv Iparművészeti Főiskolán 1962-től 1973-ig tanított. 1974-ben elnyerte a Képző- és Iparművészeti lektorátus díját. 1985, 1992 és 1995-ben a zsennyei textil alkotótelepen, 1986-ban a siklósi alkotótelepen dolgozott. Egy ideig a lembergi Divatintézetben dolgozott mint tervező, majd 1973-ban kamasz lányával Magyarországra költözött. Ezt követően a Magyar Divatintézetnél helyezkedett el, 1975-től pedig mint önálló tervező működik. A Modern Etnika csoportnak  annak létrejöttètől haláláig tagja volt.

## Egyéni kiállítások
- 1967 • Iparművészeti Múzeum, Budapest, Lvov
- 1977 • Újpesti Művelődési Ház, Budapest
- 1978 • Újpalotai pártház, Budapest
- 1997 • József Attila Művelődési Ház, Budapest

## Válogatott csoportos kiállítások
- 1967 • Nemzetközi Iparművészeti kiállítás, Manyezs, Moszkva
- 1976 • Textilgrafika, Magyar Nemzeti Galéria, Budapest
- 1983 • A tervezés értékteremtés, Országos Iparművészeti kiállítás, Műcsarnok, Budapest
- 1986 • 6. Nemzetközi Miniatűrtextil Biennálé, Savaria Múzeum, Szombathely
- 1987 • 39. Internationale Handwerksmesse, Kunstmesse, München
- 1988 • 7. Nemzetközi Miniatűrtextil Biennálé, Szombathelyi Képtár, Szombathely
- 1991 • I. Országos Groteszk Pályázat, Művelődési Ház, Kaposvár
- 1992 • Minitextil, Csók Galéria, Budapest
- 1995 • Minitextil, Városi Galéria, Nyíregyháza
- 1996 • I. Országos Zászlóbiennálé, Szombathelyi Képtár, Szombathely
- 1998 • II. Nemzetközi Zászlóbiennálé, Szombathelyi Képtár, Szombathely
- 1991-94, 1996-98 • Modern Etnika, Árkád Galéria, Budapest, Újpest Galéria, Budapest • Collegium Hungaricum, Bécs • Árkád Galéria, Budapest • Magyar Kulturális Központ, Prága • Textil és Ruha, Barcelona • Vigadó Galéria, Budapest

## Művek közgyűjteményekben
Groteszk Gyűjtemény, Kaposvár • Iparművészeti Múzeum, Budapest • Savaria Múzeum, Szombathely • Vaszary Képtár.